# إسماعيل هلالي
إسماعيل هلالي (بالفارسية: اسماعیل حلالی) هو لاعب كرة قدم إيراني في مركز الوسط، ولد في 13 أغسطس 1973 في تبريز في إيران. شارك مع منتخب إيران لكرة القدم. أما مع النوادي، فقد لعب مع نادي استقلال أهواز ونادي برسبوليس ونادي بيكان ونادي تراكتور سازي ونادي شاهين بوشهر ونادي شهرداري بندر عباس ونادي صنعت نفط عبادان.

## وصلات خارجية
- إسماعيل هلالي على موقع قاعدة بيانات كرة القدم.إي يو (الإنجليزية)
- إسماعيل هلالي على موقع ناشيونال فوتبول تيمز (الإنجليزية)